# Coro de la Generalidad Valenciana
El Coro de la Generalidad Valenciana (en valenciano, Cor de la Generalitat Valenciana) depende orgánicamente del Instituto Valenciano de la Música (IVM). El público y la crítica de toda España lo reconocen como una de las mejores agrupaciones corales de este país. Este prestigio se lo ganó en la primera etapa de su trayectoria, desde su creación en 1987, con el nombre de Coro de Valencia, y lo ha mantenido en la última, desde 2006, como coro titular de las temporadas líricas del Palacio de las Artes Reina Sofía.

## Trayectoria
A lo largo de sus casi veinticinco años de existencia ha compaginado en su repertorio la ópera con la música sinfónico-coral de todas las épocas. Ha cantado bajo la dirección entre otros de Claudio Abbado, Rinaldo Alessandrini, Bertrand de Billy, Sylvain Cambreling, Franz-Paul Decker, Manuel Galduf, Enrique García Asensio, Luis Antonio García Navarro, Miguel Ángel Gómez Martínez, Valeri Guerguiev, Leopold Hager, Cristóbal Halffter, Robert King, Sir Neville Marriner, Lord Yehudi Menuhin, Marc Minkowski, Krzysztof Penderecki, Josep Pons, Michel Plasson, Georges Prêtre, Helmuth Rilling, Guennadi Rojdestvenski, Antoni Ros-Marbà, Mstislav Rostropóvich, Claudio Scimone, Yaron Traub y Alberto Zedda.
Además de cantar asiduamente en el Palacio de la Música de Valencia, donde ha colaborado asiduamente con la Orquesta de Valencia, ha estado presente en las temporadas y festivales españoles más importantes (Granada, Santander, Peralada, Grec entre otros); también ha actuado en el Festival Cervantino de Guanajuato (México), en la sede de la Unesco en París, en la Exposición Internacional de Lisboa y en la catedral de San Patricio de Nueva York, además de recorrer los principales festivales europeos con el espectáculo Tramuntana Tremens, del compositor Carles Santos. Con el grupo teatral La Fura dels Baus ha colaborado en los montajes de La Atlàntida de Manuel de Falla y El martirio de San Sebastián de Claude Debussy, que fue estrenado en la Ópera de Roma, además de participar en su producción de la tetralogía de Richard Wagner para el Palacio de las Artes Reina Sofía.
Desde su llegada al Palacio de las Artes Reina Sofía el Coro ha intervenido en casi todas sus producciones, principalmente bajo la batuta de Lorin Maazel y Zubin Mehta, también de Omer Meir Wellber, nuevo titular artístico de la Orquesta de la Comunidad Valenciana. Algunas de estas actuaciones han sido recogidas en DVD.

## Discografía
- Frederic Mompou: Suburbis. Scénes d'enfants. les impropères. combat del somni. Virgínia Parramon, Jerzy Artysz, Cor de Valencia, Orquestra de cambra Teatre Lliure, Josep Pons (dir.). Harmonia Mundi, 1994.
- Óscar Esplá, Francisco Llácer Plá, Amando Blanquer y otros: Dos tonadas levantinas. Estrella Estévez, Ricardo Gozalbes, Amadeo Lloris, Maria José Cifre, Llanos Martínez, Tomás Puig, Joaquim Marti, Cor de València, Francisco Perales (dir.). Estudios de Grabación Tabalet, 1996.
- Luis de Pablo: Tarde de poetas. Luisa Castellani, Jorge Chaminé, Cor de València, Orquestra de cambra de Teatre lliure, Josep Pons (dir.). Harmonia Mundi, 1996.
- Manuel de Falla: La vida breve. Inmaculada Egido, Antonio Ordóñez, Mabel Perelstein, Enrique Baquerizo, Víctor Torres, Mariola Cantarero, Octavio Arévalo, Luis Heredia Fernández El polaco, Ricardo Gozalbes, Estrella Estévez, Cristina Faus, Coro de Valencia, Orquesta Ciudad de Granada, Josep Pons (dir.). Harmonia Mundi, 1998.
- Alfredo Aracil: Paradiso.Estrella Estévez, Josep Hernández, Antonio Lozano, Coro de la Generalidad Valenciana, Grup instrumental de València, Francesc Perales (dir.). Columna música, 2004.
- Nunca fue pena mayor. Música religiosa en torno al Papa Alejandro VI. Coro de la Generalidad Valenciana, Capella de Ministrers, Carles Magraner (dir.). Naïve, 2001.
- Plaser y Gasajo. Música cortesana en tiempos del Papa Alejandro VI. Coro de la Generalidad Valenciana, Capella de Ministrers, Carles Magraner (dir.). Naïve, 2001.
- Joaquín Rodrigo: La obra vocal, IV y V. Varios intérpretes. EMI-Odeón, 2002.
- Borgia. Música en torno al papa Alejandro VI. Coro de la Generalidad Valenciana, Capella de Ministrers, Carles Magraner (dir.). Licanus, 2006.
- Alfonso X El Sabio y otros: Música angélica. Capella de Ministrers, Coro de la Generalidad Valenciana, Carles Magraner (dir.). Instituto Valenciano de la Música, 2007.
- Morton Feldman: Rothko Chapel. Grup Instrumental de València, Coro de la Generalidad Valenciana, Joan Cerveró (dir.). Moderna Musica, 2010.

## DVD y Blu-Ray
- Beethoven: Fidelio. Waltraud Meier, Peter Seiffert, Matti Salminen. Orquesta de la Comunidad Valenciana, Coro de la Generalidad Valenciana, Zubin Mehta (dir.). Director de escena: Pierluigi Pier’Alli. Euroarts, 2009.
- Puccini: Turandot. Maria Guleghina, Marco Berti, Alexander Simbaliuk, Alexia Voulgaridou, Javier Agulló. Coro y Orquesta de la Comunidad Valenciana, Zubin Mehta (dir.). Director de escena: Tiziano Mancini. CMAJOR, 2009.
- Wagner: Götterdämmerung. Lance Ryan, Ralf Lukas, Franz-Josef Kappellmann, Matti Salminen, Jennifer Wilson. Orquesta de la Comunidad Valenciana, Coro de la Generalidad Valenciana, Zubin Mehta (dir.). Director de escena: Carlus Padrissa. CMAJOR, 2010.
- Alfano: Cyrano de Bergerac. Plácido Domingo, Sondra Radvanovsky, Arturo Chacón-Cruz, Rod Gilfry. Orquesta de la Comunidad Valenciana, Coro de la Generalidad Valenciana, Patrick Fournillier (dir.). Director de escena: Michal Znaniecki. Naxos, 2011.
- Chapí: El rey que rabió. Pablo Martín Reyes, Elena De La Merced, Vicenç Esteve, Luis Varela. Orquesta de la Comunidad Valenciana, Coro de la Generalidad Valenciana, José Miguel Pérez Sierra (dir.). Director de escena: Emilio Sagi. Palau de les Arts - RTVV, 2011.